# Condor (Achterbahn)
Condor in Walibi Holland (Biddinghuizen, Flevoland, Niederlande) ist eine Stahlachterbahn des Typs Suspended Looping Coaster (SLC) des Herstellers Vekoma, die im Mai 1994 als El Condor eröffnet wurde. Unter diesem Namen fuhr sie bis 2013. Condor ist der Prototyp aller Suspended-Looping-Coaster des Herstellers. 1995 wurde mit T3 eine baugleiche Anlage im US-amerikanischen Kentucky Kingdom eröffnet.
Die lange 662 m Strecke erreicht eine Höhe von 31 m und beschleunigt die Züge auf eine Maximalgeschwindigkeit von 80 km/h. Es sind insgesamt fünf Inversionen verbaut: ein Roll-over, der aus zwei Inversionen besteht, ein Sidewinder, sowie einem doppelten Inline-Twist.

## Züge
Condor besitzt zwei Züge mit jeweils acht Wagen. In jedem Wagen können zwei Personen (eine Reihe) Platz nehmen.